# Hickstead (Pferd)
Der dunkelbraune Hengst Hickstead (* März 1996; † 6. November 2011) war ein Springpferd, das zum Zeitpunkt seines Todes als eines der erfolgreichsten Pferde der Gegenwart im Springreiten galt.

## Allgemeines
Hickstead zählt in der Geschichte des Springreitens mit einem gewonnenen Gesamtpreisgeld von über 4.000.000 US-Dollar zu den gewinnreichsten Springpferden aller Zeiten. Er wurde im Sport von Eric Lamaze vorgestellt, seine Eigner waren die Ashland Stables aus Wellington (Florida) und das Torrey Pines Stable seines Reiters im kanadischen Schomberg (Ontario). In den Jahren 2009 und 2010 war Hickstead laut der Liste der World Breeding Federation for Sport Horses (Weltverband der Sportpferdezuchtverbände, kurz WBFSH) das erfolgreichste Springpferd weltweit.
2008 wurde er in den Niederlanden zum „Pferd des Jahres“ gekürt. Zudem wurde er posthum, zusammen mit Eric Lamaze, mit mehr als 50 Prozent der Stimmen zum CBC Sports Athlete of the Year 2011 gewählt.

## Leben

### Frühe Jahre
Hickstead wurde unter dem Namen Opel im Jahre 1996 beim Züchter Jan van Schijndel im niederländischen Maren-Kessel geboren. Sein 2010 verstorbener Züchter beschrieb ihn als sehr schick, aber nicht sehr groß. Im Alter von vier Monaten wurde er an Rinus de Jong verkauft, bei dem er bis zum Alter von zwei Jahren blieb.
Als Zweijähriger wurde er an Conny van Stokkum verkauft, die ihn auf die Körung des Niederländischen Reitpferde- und Ponystammbuchs (Nederlands Rijpaarden en Pony Stamboek, kurz NRPS) vorbereitete. In Vorbereitung hierauf wurde auch sein Name geändert: Als gekörter Hengst müsste sein Name mit dem ersten Buchstaben des Namens seines Vaters beginnen. Da Hicksteads Eigner ein Fan der Turniere auf der gleichnamigen Turnieranlage war, wurde dieser Name gewählt.
In seinen ersten Jahren als Zuchthengst deckte Hickstead etwa 40 Stuten pro Jahr. Als Sechsjähriger wurde er an den Sponsor von Gerard Franssen verkauft, Franssens Sohn ritt ihn in Folge in Prüfungen bis zu einer Höhe von 1,35 Meter. In Folge kam es zu mehreren Interessenbekundungen, der Kauf scheiterte jedoch an der Größe des Hengstes.

### Der „große Sport“
In den Stephex Stables im belgischen Wolvertem kam es zum ersten Kontakt zwischen Eric Lamaze und Hickstead. Lamaze war in Europa auf der Suche nach neuen Pferden, auch er hielt Hickstead zunächst für zu klein und den verlangten Kaufpreis für zu hoch. Da seine weitere Suche ergebnislos blieb, kam er nach Wolvertem zurück, wo er davon überzeugt wurde, Hickstead zu erwerben. Zurück in Nordamerika erwies sich Hickstead schnell als erfolgreiches Springpferd, erste Siege folgten im Frühjahr 2005.
In den Folgejahren wurde Hickstead zum Erfolgspferd von Lamaze. Es folgten erste Nationenpreisteilnahmen und mit dem dritten Platz im Großen Preis von Aachen des Jahres 2006 ein erster Erfolg von Weltrang. Das nächste Jahr brachte einen erneuten Karrierehöhepunkt mit sich, den Sieg im mit 1.000.000 Kanadischen Dollar dotierten CN International Grand Prix im Rahmen der Spruce Meadows Masters in Calgary.

### Von Sieg zu Sieg
Ebenfalls in das Jahr 2007 fiel die erste Teilnahme von Lamaze mit Hickstead bei einem internationalen Championat, den Panamerikanischen Spielen. Hier erzielten die beiden den Silberrang mit der Mannschaft und gewannen Bronze in der Einzelwertung – eine eindeutige Empfehlung im Hinblick auf die Olympischen Spiele. Bei den Olympischen Spielen 2008 bestätigte sich dies: nach dem Gewinn von Mannschaftssilber sicherten sich Lamaze und Hickstead olympisches Einzelgold.
In den nächsten Jahren folgten etliche Platzierungen und Siege bis auf CSI 5*-Niveau. Herausragend hierbei war der Große Preis von Aachen 2010: Im direkten Anschluss an mehrere Turniere in Calgary, von denen er den letzten (CSI 5*-)Großen Preis mit Hickstead gewann, starteten beide beim wichtigsten europäischen Großen Preis in Aachen. Während des ersten Umlaufs des Großen Preises hörte Lamaze einen Knacks bei einer Landung, in Folge stellte sich heraus, dass Lamaze den zweiten Umlauf und das Stechen mit einem gebrochenen Fuß absolviert hatte. Trotz dieser Verletzung gewannen beide die Prüfung.
Bei den Weltreiterspielen einige Monate später erreichten Eric Lamaze und Hickstead Rang fünf der Mannschaftswertung sowie den Bronzerang in der Einzelwertung, wobei Hickstead im abschließenden Pferdewechsel das beste Pferd war.
Der erste Höhepunkt des Jahres 2011 für Lamaze und Hickstead war das Weltcupfinale in Leipzig, das beide auf dem zweiten Rang beendeten. Im Sommer folgte der Sieg im Großen Preis des CSIO 5*-Nationenpreisturniers in Rom. Im September 2011 konnten Eric Lamaze und Hickstead den Sieg im CN International Grand Prix in Calgary wiederholen, es war der letzte Sieg für Hickstead in einem internationalen Großen Preis.

### Das Ende
Nach dem Sieg in Calgary erhielt Hickstead eine Turnierpause und wurde Anfang November 2011 nach Europa gebracht. Hier nahm er erstmals wieder in Verona am CSI 5*-Weltcupturnier teil. Lamaze brachte Hickstead in der Weltcupprüfung zum Einsatz. Nach Beendigung des ersten Umlaufs brach Hickstead unter seinem Reiter zusammen und verstarb kurz darauf. Infolgedessen wurde eine Schweigeminute abgehalten, auf Wunsch der Reiter wurde die Prüfung anschließend abgebrochen.

„Wir sind geschockt. Dieses Pferd war in den letzten Jahre das Maß aller Dinge.“

“Hickstead really was a horse in a million and my heart goes out to Eric and everyone connected with this wonderful horse. This is a terrible loss, but Hickstead truly will never be forgotten. We were very lucky to have known him.”

„Hickstead war wirklich einzigartig. Mein Herz ist bei Eric und allen, die mit diesem wundervollen Pferd zu tun hatten. Das ist ein schrecklicher Verlust, aber Hickstead wird wirklich nie vergessen werden. Wir waren sehr glücklich, ihn gekannt zu haben.“

Die genaue Ursache des Todes wurde in Folge durch eine Autopsie ermittelt. Wie bereits zuvor vermutet, starb Hickstead an einer akuten Aortenruptur.

## Abstammung
| I                | II            | III               | IV                      |
| ---------------- | ------------- | ----------------- | ----------------------- |
| Hickstead (KWPN) | Hamlet (KWPN) | Nimmerdor (KWPN)  | Farn (Holsteiner)       |
| Hickstead (KWPN) | Hamlet (KWPN) | Nimmerdor (KWPN)  | Ramonaa (KWPN oder NWP) |
| Hickstead (KWPN) | Hamlet (KWPN) | Dirbalia W (KWPN) | Notaris (KWPN)          |
| Hickstead (KWPN) | Hamlet (KWPN) | Dirbalia W (KWPN) | Webalia (KWPN)          |
| Hickstead (KWPN) | Jomara (KWPN) | Ekstein (KWPN)    | Zion (KWPN)             |
| Hickstead (KWPN) | Jomara (KWPN) | Ekstein (KWPN)    | Zaniki (KWPN)           |
| Hickstead (KWPN) | Jomara (KWPN) | Fomara (KWPN)     | Ulft (KWPN)             |
| Hickstead (KWPN) | Jomara (KWPN) | Fomara (KWPN)     | Romara (KWPN)           |